# Invisible Views
Invisible Views is het zesde studioalbum uitgebracht onder de groepsnaam "Neuronium", waarvan Michel Huygen dan nog het enige lid is. Huygen nam het op in de Moraleda Studio in Barcelona. Het werd op elpee en muziekcassette uitgebracht op het platenlabel Edigsa, een label gespecialiseerd in muziek uit Catalonië; dit label werd in 1983 opgeheven. In Nederland  kwam er een persing verzorgd door Roadrunner Records. In 1991 bracht Huygen de compact disc uit onder Tuxedo Music in Zwitserland.
Voor liefhebbers van het progressieve rockgedeelte van Neuronium was het een tegenvaller dat Guirao was vertrokken. Het album, na 1991 al grotendeels vergeten, deed bij een recensie in 2016 gedateerd aan, mede door de omschakeling van analoge naar digitale synthesizers.

## Musici
- Michel Huygen – toetsinstrumenten bestaande uit analoge en digitale synthesizers, ritmecomputers etc.
- Santi Picó – gitaren (tracks 1, 3, en 4)
- José Maria Ciria - drums

## Muziek
| Nr. | Titel                            | Duur  |
| --- | -------------------------------- | ----- |
| 1.  | Decision (Huygen)                | 6:06  |
| 2.  | L éternelle renaissance (Huygen) | 11:07 |

| Nr. | Titel                    | Duur  |
| --- | ------------------------ | ----- |
| 1.  | Fullness (Huygen)        | 3:53  |
| 2.  | Invisible views (Huygen) | 14:02 |